# Junglee
Junglee (Hindi: जंगली, jaṅglī "wild, aus dem Wald, Dschungeln)" ist ein Hindi-Film von Subodh Mukherjee aus dem Jahr 1961.

## Handlung
Shekhar kehrt nach langem Auslandsaufenthalt in seine Heimat zurück. Vom Erfolg gekrönt hält er sich noch immer streng an die Prinzipien seiner Mutter: lache nie und liebe nie – nur so kommt man im Leben weiter. Ganz anders seine Schwester Mala. Sie hat sich in Jeevan verliebt und muss ihre Beziehung geheim halten. Erschwerend kommt hinzu, dass sie dann auch bald schwanger wird.
In Kaschmir bittet Mala ihre Freundin Rajkumari (zu deutsch: Prinzessin) um Hilfe. Sie soll Shekhar ablenken und lockt ihn in die Berge. Dort geraten sie in einen heftigen Schneesturm, weshalb sie gezwungen sind, in einer Hütte haltzumachen. Während ihres tagelangen Aufenthalts kommen sich die beiden näher und verlieben sich schließlich ineinander.
Die Zeit vergeht. Mala gebärt heimlich ihr Kind und aus Shekhar ist ein neuer Mann geworden. Wieder zu Hause, will die Mutter Shekhar mit einer Prinzessin verheiraten. Dies passt Shekhar gar nicht und spielt sich vor der Prinzessin wie ein Verrückter auf. Die Prinzessin bringt dies nicht aus der Ruhe, denn sie und ihre Familie sind hinter Shekhars Vermögen her.
Wie der Zufall es so will, besucht die Prinzessin Shekhar zum gleichen Zeitraum wie Rajkumari und ihr Vater. Fälschlicherweise hält Shekhars Mutter Rajkumari für die Prinzessin, bis die echte Prinzessin auftaucht. Die wiederum schiebt Rajkumari Malas Kind, von dem noch niemand weiß, unter. Um Malas Geheimnis zu bewahren, bleibt ihr nichts anderes übrig als der Behauptung zuzustimmen. Mala kann dies nicht zulassen und gesteht vor allen, die Mutter des Kindes zu sein. Ihre Mutter ist empört, als plötzlich der Bruder der Prinzessin hereinplatzt und sie alle mit einer Waffe bedroht. Erfolgreich kann Shekhar ihn entwaffnen. Nun realisiert Shekhars Mutter einen großen Fehler begangen zu haben und akzeptiert das Kind sowie auch Rajkumari.

## Musik
| Lied                      | Sänger                         |
| ------------------------- | ------------------------------ |
| Ehsaan Tera Hoga          | Mohammad Rafi, Lata Mangeshkar |
| Din Sara Guzara           | Mohammad Rafi, Lata Mangeshkar |
| Kashmir Ki Kali Hoon Main | Lata Mangeshkar                |
| Suku Suku                 | Mohammad Rafi                  |
| Nain Tumhare              | Asha Bhosle, Mukesh            |
| Ja Ja Ja Mere Bachpan     | Lata Mangeshkar                |
| Yahoo!                    | Mohammad Rafi                  |

Die Liedtexte zur Musik von Shankar-Jaikishan schrieben Shailendra und Hasrat Jaipuri.
Die Schauspielerin Helen hat in dem Song Suku Suku ihren Gastauftritt.

## Hintergrund
Junglee war der zweiterfolgreichste Hindi-Film des Jahres 1961.
Während Farbfilmproduktionen im indischen Film vor Junglee nur großen Spektakeln vorbehalten war, begann mit diesem Film die Ära des Farbfilms auch in den Familienromanzen des Unterhaltungsfilms. Es ist der bedeutendste Film in der Karriere von Shammi Kapoor und er gilt wegen dessen jugendhaft rebellischen Auftretens als Kultfilm.

## Auszeichnungen
Filmfare Award 1962
- Filmfare Award/Bester Ton an Kuldeep Singh

Nominierungen
- Filmfare Award/Beste Hauptdarstellerin an Saira Banu